# Gira de los All Blacks en Argentina en 1991
La Gira de los All Blacks en Argentina en 1991 fue un tour internacional de rugby de los neozelandeses, que tuvo lugar en Argentina desde el 15 de junio al 13 de julio de 1991.

## Gira
La serie enfrentó a los All Blacks ante las diferentes uniones provinciales de rugby de Argentina y a la propia selección Argentina. Las sedes fueron: San Miguel de Tucumán, Rosario, Mendoza, Córdoba, Mar del Plata y Buenos Aires. Los de Nueva Zelanda disputaron 9 partidos y obtuvieron 9 victorias. 

## Plantel
Forwards
| - Mike Brewer - Zinzan Brooke - Ian Jones - Andy Earl - Sean Fitzpatrick | - Warren Gatland - Steve Gordon - Paul Henderson - Laurence Hullena - Michael Jones | - Richard Loe - Steve McDowall - Graham Purvis - Chris Tregaskis - Alan Whetton | - Gary Whetton |

Backs
| - Graeme Bachop - Kieran Crowley - Grant Fox - Craig Innes | - John Kirwan - Walter Little - Simon Mannix - Bernie McCahill | - Paul McGahan - Shayne Philpott - Joe Stanley - John Timu | - Terry Wright |

## Partidos
| 15 de junio de 1991 | Rosario                                   | 9 – 81 | All Blacks                                                                         | Estadio Marcelo Bielsa, Rosario |                           |
|                     | Drops Bouza, Del Castillo Penales Crexell |        | Tries Wright (5), Timu 3 Conversiones Mannix (8) , Philpott (1) Penales Mannix (1) | Árbitro(s): Gabriel Bavio       | Árbitro(s): Gabriel Bavio |

| 19 de junio de 1991 | Córdoba                                               | 9 – 38 | All Blacks                                                           | Estadio Julio César Villagra, Córdoba |                           |
|                     | Tries Garzón , Conversiones Menéndez Penales Menéndez |        | Tries Timu (2) McCahill Crowley Conversiones Fox (4) Penales Fox (2) | Árbitro(s): Marcelo Firpo             | Árbitro(s): Marcelo Firpo |

| 22 de junio de 1991 | URBA | 9 – 37 | All Blacks | Estadio José Amalfitani, Buenos Aires |  |
|                     |      |        |            | Árbitro(s): Miguel peyrone            |  |

| 25 de junio de 1991 | Tucumán | 9 – 21 | All Blacks | Estadio Monumental José Fierro, Atlético, San Miguel de Tucumán      |                                                                      |
|                     | F.Williams: M.Terán, J.Gianotti, S.Mesón, G.Terán; R.Sauze, R.Zelarrayán; P.Garretón, J.Santamarina, F.Buabse; P.Buabse, C.Gentile (P.Micheli 59'); L.Molina, R.Le Fort, J.Coria. Penales Santiago Mesón (3) |        | K.Crowley; J.Kirwan, B.Mc.Cahill, J.Stanley, J.Timu; G.Fox, (G.Bachop) ; P.Henderson, M.Brewer (M.Jones 33'), A.Whetton; G.Whetton (capt.), I.Jones; R.Loe, S.Fitzpatrick, S.McDowall. Tries Whetton Kirwan Conversiones [[Fox (2) Penales Fox (3) | Asistencia: 30.000 espectadores Árbitro(s): Efraín Sklar (Argentina) | Asistencia: 30.000 espectadores Árbitro(s): Efraín Sklar (Argentina) |

| 29 de junio de 1991 | Argentina B | 6 – 22 | All Blacks | Estadio José Amalfitani, Buenos Aires |  |
|                     |             |        |            | Árbitro(s): José Luis Rolandi         |  |

| 2 de julio de 1991 | URC | 12 – 47 | All Blacks | Estadio Bautista Gargantini, Mendoza |  |
|                    |     |         |            | Árbitro(s): Bleckwedel               |  |

| 9 de julio de 1991 | Mar del Plata | 6 – 48 | All Blacks | Estadio José María Minella, Mar del Plata |  |
|                    |               |        |            | Árbitro(s): Ricardo Bordcoch              |  |

## Test matches
Primera fecha
| 6 de julio de 1991 | Los Pumas | 14 – 28 | All Blacks | Estadio José Amalfitani, Buenos Aires |  |
|                    |           |         |            | Árbitro(s): Brian Stirling (Irlanda)  |  |

Segunda fecha
| 13 de julio de 1991 | Los Pumas | 6 – 36 | All Blacks | Estadio José Amalfitani, Buenos Aires |  |
|                     |           |        |            | Árbitro(s): Brian Stirling (Irlanda)  |  |